# Johannes Maria Assmann
Pour les articles homonymes, voir Assmann.
Johannes Baptist Maria Assmann (né le 26 août 1833 à Branice, mort le 27 mai 1903 à Ahrweiler) est évêque catholique de la Deutsches Heer de 1888 à 1903.

## Biographie
Johannes Baptist Maria Assmann est le fils de l'aubergiste Franz Assmann de Branice, dans la partie prussienne de l'archidiocèse d'Olomouc, et va au gymnasium de Leobschütz. Il étudie d'abord la philosophie puis en 1855 la théologie à l'université de Breslau. Il est ordonné prêtre le 15 juillet 1860 à Olomouc et sert de 1861 à 1864 auprès d'un prêtre coopérateur à Kietrz. Le prêtre officie comme aumônier militaire à Kolberg de janvier 1865 à juillet 1868, de 1868 à 1882 comme pasteur divisionnaire à Neisse et, de 1882 à 1888, comme prévôt à la cathédrale Sainte-Edwige de Berlin. À Berlin, il est en même temps délégué de la principauté du Brandebourg et de Poméranie, évêque auxiliaire du diocèse de Breslau. Assmann est l'aumônier catholique de l'armée prussienne lors de la guerre austro-prussienne de 1866 et de la guerre franco-allemande de 1870.
Assmann s'efforce avec succès de réduire les tensions entre le royaume de Prusse et l'Église catholique survenue au Kulturkampf. Lorsque le gouvernement prussien réintroduit le poste d'évêque militaire, Assmann est nommé le 1er juin 1888 ; il est nommé aussi évêque titulaire de Philadelphie-en-Lydie (de). Il reçoit la consécration le 15 octobre 1888 dans la cathédrale Sainte-Edwige de Berlin par l'archevêque de Breslau Georg von Kopp.
À partir de 1856, Johannes Maria Assmann est membre du Corps Lusatia Breslau (de), qui produit de nombreux ecclésiastiques catholiques. En 1882, il devient membre actif de l'Association des étudiants catholiques Burgundia (aujourd'hui KStV Askania-Burgundia (de)) au sein du KV (de) de Berlin.
En tant qu'évêque militaire, il sert jusqu'à sa mort en 1903 pour toutes les armées catholiques et les marines, non seulement en Prusse, mais aussi dans les petits États allemands et dans l'Alsace-Lorraine impériale.
Assmann décède subitement lors d'un séjour thermale à Bad Ahrweiler et est enterré dans sa ville natale de Branice.